# Hans van Munster
Hendrikus Antonius (Hans) van Munster, O.F.M. (Gouda, 17 november 1925 – Wilnis, 16 juni 2008) was een Nederlandse geestelijke en vooraanstaand bestuurder in de Nederlandse kerkprovincie. Hij was onder meer vicaris-generaal van het aartsbisdom Utrecht en secretaris-generaal van de Nederlandse Bisschoppenconferentie.
Van Munster trad in 1944 in bij de minderbroeders. Hij werd in 1951 priester gewijd en werd vervolgens vanwege zijn Orde naar de Katholieke Universiteit Leuven gestuurd, waar hij in 1958 promoveerde op een proefschrift over de vroege geschriften van de Deense filosoof Søren Kierkegaard. Hij doceerde vervolgens filosofie, eerst aan de theologische opleiding van de Franciscanen in Venray. Later werd hij hoogleraar aan de Theologische Hogeschool Utrecht, van welke hij ook nog enkele jaren rector was. In 1970 benoemde kardinaal Alfrink hem tot vicaris-generaal van het aartsbisdom. Dit zou hij tot 1981 blijven, toen hij benoemd werd tot secretaris-generaal van de Bisschoppenconferentie. Hij vervulde daarnaast verschillende andere bestuursfuncties. Zo was hij voorzitter van de bisschoppelijke commissie Iustitia et Pax, de vereniging Franciscaanse Samenwerking en de Katholieke Bijbelstichting. Na zijn pensionering bleef Van Munster actief als pastoor en in verschillende bestuurlijke functies.
Ook nog in 1981 was Van Munster een van de belangrijkste kandidaten van aartsbisschop Willebrands om hulpbisschop in Utrecht te worden. Paus Johannes Paulus II negeerde evenwel de voordracht en benoemde Jan Niënhaus en Jan de Kok. Pater van Munster was vervolgens de drijvende kracht achter de organisatie van het Pastoraal bezoek van paus Johannes Paulus II aan Nederland in 1985. Later erkende Van Munster dat dit bezoek, dat grotendeels op een mislukking uitdraaide, niet goed getimed was. Hierover vertelde hij in het programma Andere Tijden o.a. in 2003. 
Tot aan zijn dood werkte Van Munster aan Nederlandse vertalingen van het werk van Kierkegaard.

## Voornaamste publicaties
- De filosofische gedachten van de jonge Kierkegaard, 1831-1841 (Arnhem: Van Loghum Slaterus, 1958)
- Søren Aabye Kierkegaard (Tielt/Den Haag: Lannoo, 1963)
- Naar woorden moet je luisteren (Amersfoort: De Horstink, 1980)
- Een steen in de vĳver. Vrede en gerechtigheid na 'de dood van Marx' (Kampen: Kok, 1993) ISBN 90-242-8063-X
- Het is een vreemdeling zeker! Christenen en het racisme (Delft: Meinema, 1994), ISBN 90-211-3167-6
- De mystiek van Franciscus. De macht van barmhartigheid (Haarlem: Gottmer, 2002), ISBN 90-257-3575-4
- Een mens te zĳn op aarde : mĳmeren over goed en kwaad (z.pl. [= Nijmegen]: Valkhof Pers, 2004), ISBN 90-5625-184-8
- Wĳsheid van Kierkegaard. 365 teksten voor elke dag van het jaar (Tielt: Lannoo, 2006), ISBN 978-90-209-6775-3

Postuum verscheen zijn vertaling van:
- Søren Kierkegaard, Opbouwende toespraken (Budel: Damon, 2011) ISBN 978-90-557-3976-9

- International Standard Name Identifier: 0000 0000 3285 3869
- Library of Congress Control Number: n92115340
- Nederlandse Thesaurus van Auteursnamen: 069611440
- Virtual International Authority File: 21342329
- WorldCat: E39PBJxhtkc3yDxyBJHV9fBdcP